# Alacurt de les Filipines
L'alacurt de les Filipines (Brachypteryx poliogyna; syn: Brachypteryx montana poliogyna) és un tàxon d'ocell de la família dels muscicàpids (Muscicapidae). És endèmic de l'arxipèlag de les Filipines. El seu hàbitat natural són els boscos tropicals i subtropicals de frondoses humits de l'estatge montà. El seu estat de conservació és de risc mínim.

## Taxonomia
El Handook of the Birds of the World i la quarta versió de la BirdLife International Checklist of the birds of the world (desembre 2019), consideren que aquest tàxon tindria la categoria d'espècie. Tanmateix, altres obres taxonòmiques, com la llista mundial d'ocells del Congrés Ornitològic Internacional (versió 12.1, gener 2022), consideren que es correspondria amb set subespècies de l'alacurt blau (Brachypteryx montana).
| sillimani      | Ripley & Rabor, 1962 |
| poliogyna      | Ogilvie-Grant, 1895  |
| andersoni      | Rand & Rabor, 1967   |
| mindorensis    | Hartert, E, 1916     |
| brunneiceps    | Ogilvie-Grant, 1896  |
| malindangensis | Mearns, 1909         |
| mindanensis    | Mearns, 1905         |